# Parafia św. Antoniego Marii Zaccarii w Warszawie
Parafia Świętego Antoniego Marii Zaccarii w Warszawie – parafia rzymskokatolicka należąca do dekanatu wilanowskiego, archidiecezji warszawskiej, metropolii warszawskiej Kościoła katolickiego, w Warszawie. Obsługiwana przez księży barnabitów.

## Historia
Parafia została erygowana przez kardynała Józefa Glempa dekretem z dnia 5 lipca 1995 roku, który wszedł w życie 1 września 1995 roku. W skład parafii wszedł obszar należący wcześniej do parafii św. Anny w Wilanowie, parafii św. Tadeusza Apostoła na Sadybie i parafii NMP Matki Miłosierdzia na Stegnach.
Kościół został wybudowany na początku XXI wieku.